# Ramb III
Ramb III (poi Kiebitz, poi Mornar, poi Galeb) è stata una veloce motonave bananiera della Regia azienda monopolio banane che durante la seconda guerra mondiale, dopo essere stata requisita dalla Regia Marina, venne da questa utilizzata come incrociatore ausiliario; preda bellica dei tedeschi dopo l’armistizio tra l’Italia e gli Alleati fu quindi incorporata nella Kriegsmarine e impiegata quale posamine.
Affondata nel 1944, fu recuperata nel 1947 e ricostruita, divenendo il panfilo presidenziale di Tito.

## Premesse e costruzione
Nella seconda metà degli anni trenta il Ministero delle colonie del Regno d'Italia, avendo la necessità di trasportare nel territorio metropolitano le banane prodotte in Somalia, all'epoca colonia italiana, ordinò quattro unità dotate di un'autonomia sufficiente per effettuare il percorso da Mogadiscio a Napoli senza soste intermedie ed a pieno carico. In base a queste necessità furono costruite 4 navi frigorifere che dovevano essere gestite dalla Regia Azienda Monopolio Banane (RAMB, con sede a Roma), due nei CRDA di Monfalcone e due, tra cui la Ramb III, nei cantieri Ansaldo di Genova-Sestri Ponente. Completata nell'aprile 1938, la Ramb III venne iscritta con matricola 2190 al Compartimento marittimo di Genova. 

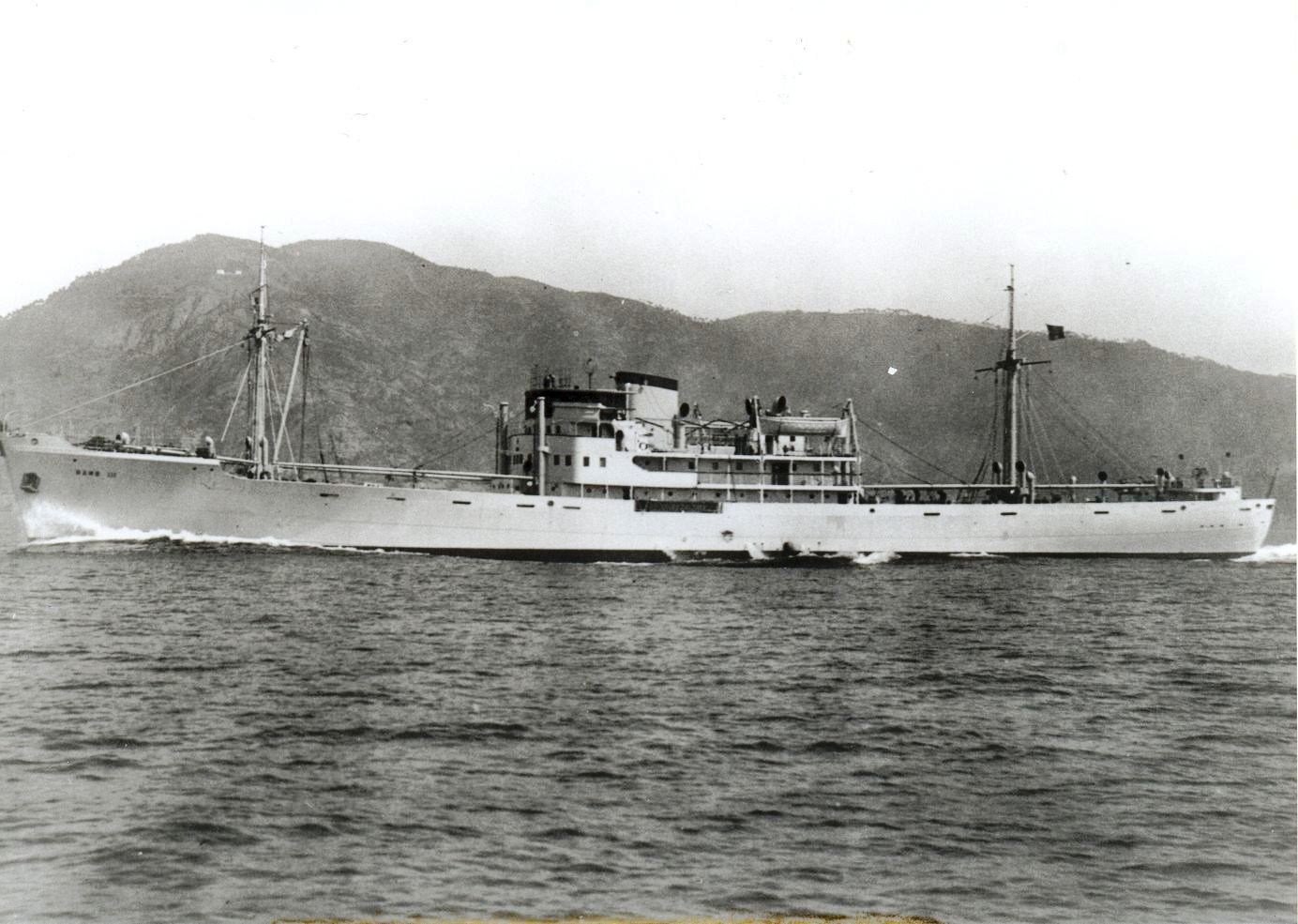
La Ramb III alle prove in mare, nell'aprile 1938.

Navi medio-piccole ma molto moderne per l'epoca, le quattro Ramb, furono progettate dall'ing. Luigi Barberis, maggior generale del Genio navale. Erano munite di quattro stive e di quindici picchi di carico (dodici da cinque tonnellate, uno da 30 a prua, uno da 15 a poppa ed uno da 1500 kg per l'apparato motore), potevano imbarcare 2418 tonnellate di carico, nonché dodici passeggeri, due dei quali in appartamenti di lusso con camera da letto, salotto e servizi e dieci in camerini a due letti, uno dei quali provvisto di bagno, mentre per gli altri vi era un bagno ogni due camerini. La nave era anche dotata di un ponte riservato esclusivamente ai passeggeri (separato da quelli per l'equipaggio), di una sala da pranzo con vista su tutti i lati tranne che a poppa e di due verande-fumatoi vetrate. Le sistemazioni dei passeggeri erano anche provviste di aria condizionata.
L'apparato propulsivo era costituito da due motori diesel FIAT di potenza compresa, a seconda delle fonti, tra i 6800 ed i 7200 CV, che azionavano due eliche, permettendo una discreta velocità di crociera di 17-18 nodi ed una massima di 19,5. La nave aveva una scorta di 1250 tonnellate di nafta.
Allo scoppio della guerra, in base a disposizioni legislative, fu prevista la possibilità di trasformarle in incrociatori ausiliari, con 4 pezzi da 120/40 mm in coperta. I materiali per la militarizzazione delle navi furono posti in deposito a Massaua per due unità ed a Napoli per le altre due.
Nei due anni di pace in cui si trovò ad operare, la Ramb III venne impiegata per il trasporto delle banane dalla Somalia all'Italia.

## La seconda guerra mondiale

### Il servizio per la Regia Marina fino all'armistizio
Il 10 giugno 1940, alla data dell'entrata dell'Italia nella seconda guerra mondiale, la Ramb III era l'unica delle quattro navi a trovarsi nel Mediterraneo, mentre le altre tre si trovavano nel Mar Rosso, quindi senza alcuna possibilità di collegarsi con il territorio metropolitano. Il giorno seguente la dichiarazione di guerra, l'11 giugno 1940, la Ramb III venne requisita a Genova dalla Regia Marina ed iscritta nel ruolo del naviglio ausiliario dello Stato con caratteristica D 6. Trasformata in incrociatore ausiliario con l'imbarco di un armamento composto da quattro cannoni da 120/45 mm e due mitragliere da 13,2 mm (per altre fonti quattro da 20/70 mm; in seguito vennero aggiunti anche scaricabombe per bombe di profondità), l'unità venne adibita a compiti di scorta convogli.

La Ramb III a Fiume prima della trasformazione ad incrociatore ausiliario

Dal 19 giugno 1940 la nave venne assegnata alle scorte dei convogli tra Italia e Libia. Il 25 giugno 1940 l'incrociatore ausiliario e le torpediniere Orsa e Procione scortarono da Napoli a Tripoli i trasporti truppe Esperia e Victoria: si trattava del primo convoglio per la Libia.
Dopo un singolo viaggio da Napoli a Tripoli con carne congelata, l'incrociatore ausiliario venne trasferito nel Basso Adriatico, con compiti di scorta dei convogli in partenza da Bari verso Grecia ed Albania. In tale periodo l'unità svolse numerose missioni di scorta, da sola od insieme alla vecchia torpediniera Nicola Fabrizi.
Nella notte tra il 3 ed il 4 ottobre 1940 il Ramb III scortò un convoglio composto dai piroscafi Antonietta Costa, Oreste e Premuda da Durazzo a Bari. Durante la navigazione, verso le 3.30 di notte del 4 ottobre, l'Antonietta Costa, in posizione 41°28' N e 18°05' E (una sessantina di miglia ad est/nordest di Bari), urtò un oggetto sommerso: seguì una violenta esplosione sottomarina, che scosse e danneggiò lievemente l'Antonietta Costa e venne fortemente avvertita anche da tutte le altre navi. A seguito di successive verifiche risultò che il mercantile aveva probabilmente speronato ed affondato il sommergibile britannico Rainbow.
Il 21 ottobre (o nel novembre) 1940 il Ramb III venne dislocato a Brindisi e posto sotto il comando di «Maritrafalba» (Comando superiore del traffico con l'Albania), venendo quindi impiegato, così come gli incrociatori ausiliari Capitano A. Cecchi, Lago Tana e Lago Zuai, in missioni di scorta di convogli da e per l'Albania e la Grecia.

Assegnato alle «forze speciali» destinate ad un previsto sbarco a Corfù (al quale avrebbero partecipato il reggimento di fanteria di Marina «San Marco» e la 47ª Divisione fanteria "Bari"), il Ramb III salpò il 31 ottobre 1940 insieme al resto di tale forza (i vecchi cacciatorpediniere Mirabello e Riboty, i vecchi incrociatori leggeri Bari e Taranto, le anziane torpediniere Prestinari, Castelfidardo, Curtatone, Calatafimi, Monzambano, Confienza, Solferino, Cantore, Fabrizi, Medici, Stocco, gli incrociatori ausiliari Capitano A. Cecchi, Lago Zuai e Lago Tana, 4 MAS della XIII Flottiglia e tre navi cisterna classe Sesia – queste ultime con a bordo gli uomini del Reggimento «San Marco», mentre la Divisione «Bari», tenuta come riserva, si sarebbe imbarcata a Valona su quattro convogli di piroscafi e bragozzi –), ma l'indomani l'operazione (che avrebbe dovuto avere luogo il 2 novembre e fruire anche dell'appoggio e della scorta degli incrociatori leggeri della IV e VII Divisione e dei relativi cacciatorpediniere) fu annullata e le navi sbarcarono le truppe a Valona. 

La Ramb III fotografata a Trieste.

Alle 22.30 dell'11 novembre 1940 la Ramb III, al comando del capitano di fregata richiamato Francesco De Angelini, lasciò Valona per scortare in Puglia, insieme alla torpediniera Nicola Fabrizi, un convoglio di quattro mercantili (piroscafi da carico Premuda, Capo Vado ed Antonio Locatelli, motonave passeggeri Catalani). Dopo aver attraversato i campi minati il convoglio, che procedeva ad 8 nodi con eccellente visibilità (la luna era quasi piena), fu avvistato all'1.15 del 12 novembre, a 12-15 di miglia per 315° da Saseno, dalla 7ª Divisione incrociatori britannica (incrociatori leggeri Orion, Ajax e Sydney e cacciatorpediniere Nubian e Mohawk), inviata nel canale d'Otranto per attaccare convogli italiani come azione diversiva e complementare al contemporaneo attacco aerosilurante alla base di Taranto. Nello stesso momento anche le navi italiane avvistarono quelle inglesi, ma la disparità di forze era enorme: verso l'1.25 le navi britanniche aprirono il fuoco ed in breve tutti e quattro i trasporti furono affondati od incendiati (la distruzione del convoglio venne ultimata entro l'1.53, con 25 vittime e 140 superstiti, tra cui 42 feriti, fra gli equipaggi dei mercantili affondati). La Catalani affondò intorno alle due, il Capo Vado e l'Antonio Locatelli un'ora più tardi, il Premuda alle 4.15. Mentre la Nicola Fabrizi si portava decisamente al contrattacco, cercando di attaccare le unità inglesi e di distoglierne l'attenzione del convoglio, e riportando gravi danni (nonché 11 morti e 17 feriti) in tale tentativo, la Ramb III sparò 17 colpi (o 19 salve) con i propri quattro cannoni da 120 mm, per poi ritirarsi e lasciare il luogo dello scontro, onde evitare la distruzione. 

Il porto di Tripoli nel 1941. L'unità in secondo piano è il Ramb III. In primo piano è visibile un incrociatore ausiliario tipo Lago Tana/Lago Zuai.

 L'incrociatore ausiliario, dopo aver comunicato via radio l'accaduto, arrivò illeso a Bari il mattino successivo. Il comandante De Angelini venne sanzionato per aver abbandonato il luogo dell'azione a combattimento ancora in corso.
Il 12 dicembre 1940 l'unità fu posta sotto il diretto controllo di Supermarina e per più di un mese venne utilizzata nel trasporto di truppe, provviste e rifornimenti nel Dodecaneso, poi scortò una nave in Nordafrica. Dal 15 gennaio 1941 (per altre fonti dalla primavera dello stesso anno) l'incrociatore ausiliario, agli ordini del comandante Giuseppe Arienti, fu nuovamente destinato a compiti di scorta dei convogli per la Libia, specie sulla rotta Napoli-Tripoli, nonché di trasporto della carne destinata alle truppe operanti in tali territori (allo scopo risultavano infatti adatte le sue stive frigorifere), svolgendo un servizio molto intenso.
Il 5 marzo 1941 il Ramb III, insieme alle torpediniere Orione e Pegaso, lasciò Tripoli scortando alla volta di Napoli un convoglio composto dai piroscafi tedeschi Castellon, Ruhr e Maritza: le navi giunsero a destinazione il 7 marzo.
Il 7 aprile dello stesso anno la nave fu la prima unità a giungere a Bengasi, appena riconquistata dalle forze dell'Asse, trasportando approvvigionamenti, armi ed esplosivi. Tra il 17 ed il 21 aprile il Ramb III, nel corso di duri attacchi aerei nemici, contribuì, manovrando e facendo fuoco con il proprio armamento, ad evitare che 500 tonnellate di munizioni andassero distrutte.
Il 30 maggio 1941 l'unità venne silurata dal sommergibile britannico Triumph mentre si trovava nel porto di Bengasi: a causa dell'affollamento nel porto, la nave aveva la prua che sporgeva di una trentina di metri dalla diga foranea ed alle 19.30 (per altre fonti alle 19.45) venne colpita da uno dei due siluri lanciati alle 19.25 dal sommergibile britannico da poche migliaia di metri.

La nave, priva della prua, durante il rimorchio dalla Libia in Italia

Il siluro danneggiò gravemente la prua, ma, grazie alla tenuta stagna delle stive frigorifere, la nave non affondò, appoggiandosi semplicemente al fondo del porto con la prua. Tutta la zona centrale e poppiera invece conservò una spinta di galleggiamento sufficiente ed i motori non subirono danni. Non essendo possibile eseguire i necessari lavori di riparazione con i mezzi a disposizione in loco, venne presa la decisione di asportare l'intera parte prodiera, gravemente lesionata ed allagata, sino all'altezza della stiva numero 3, rinforzando al contempo la paratia stagna confinante con tale compartimento, in modo da riportare la nave, che per il resto dello scafo era in buono stato, in condizioni di galleggiabilità. Tali lavori, svolti nei giorni immediatamente successivi al siluramento, comportarono lo scarico completo della nave e lo sbarco dei cannoni prodieri e dei picchi di carico; dopo il rinforzo della paratia stagna la prua venne separata dal resto della nave mediante il brillamento di alcune piccole cariche esplosive. Dopo il sollevamento, l'incrociatore ausiliario venne zavorrato in modo da ovviare all'appruamento e ripristinare l'assetto longitudinale e trasversale. Risultando comunque la paratia prodiera insufficientemente robusta da consentire di navigare normalmente in condizioni di sicurezza, il direttore di macchina Giovanni Mimbelli ed il comandante Arienti decisero di affrontare la navigazione verso l'Italia a marcia indietro, con l'ausilio di un rimorchiatore, che avrebbe rimpiazzato il timone (inutilizzabile in tali condizioni). Lasciata Bengasi il 21 agosto, la Ramb III, con le macchine indietro a tutta forza (la velocità consentita non superava comunque i tre nodi) e trainata dal rimorchiatore, affrontò la navigazione dalla Libia alla Sicilia, percorrendo in tali condizioni il canale di Sicilia (per altre fonti la nave non passò dalla Sicilia, ma da Bengasi fece rotta per Brindisi, ove arrivò il 25 agosto). Dalla Sicilia l'incrociatore ausiliario venne rimorchiato a Trieste (sostando a Brindisi, Bari ed Ancona), ove giunse il 20 settembre 1941 e venne sottoposta ai lavori di grande riparazione e ricostruzione della parte prodiera nei cantieri San Marco. Da Bengasi a Trieste la Ramb III aveva percorso in tutto 597 miglia (per altre fonti 925), con 219 ore di moto, tutte a marcia indietro. Il comandante Arienti venne sbarcato (rimase poi ucciso durante un bombardamento aereo), mentre il direttore di macchina Mimbelli rimase a bordo della Ramb III sino al termine dei lavori.
Poco dopo le 13.10 del 1º febbraio 1943 il Ramb III, in navigazione alla volta di Palermo, avvistò alcuni naufraghi in posizione 38°13' N e 12°50' E (a 7 miglia per 060° da Capo San Vito Siculo): si trattava dei superstiti del piroscafo da carico Pozzuoli, silurato ed affondato poco prima (colpito da due siluri alle 12.11 ed affondato nel giro di un minuto) dal sommergibile britannico Turbulent. La nave virò pertanto versò nord, per recuperare i naufraghi, ma poco dopo virò nuovamente verso est e gettò in acqua alcune bombe di profondità, per poi fermarsi e dare inizio all'opera di recupero dei superstiti. Alle 14.08, tuttavia, il Turbulent lanciò un siluro dai tubi di poppa contro il Ramb III: dopo un minuto e mezzo dal lancio l'incrociatore ausiliario rimise in moto ed evitò l'arma, che gli passò a poppa.

### Il servizio sotto bandiera tedesca
All'atto della proclamazione dell'armistizio, l'8 settembre 1943, la Ramb III si trovava nel porto di Trieste, ormeggiata al quinto molo (molo Carboni) del Porto Duca d'Aosta, accanto al mercantile armato tedesco John Knudsen. Nella notte tra l'8 ed il 9 settembre i reparti e le unità tedesche dislocate in zona ricevettero l'ordine di vigilare e di non permettere a nessuna nave italiana di uscire dal porto. Nella mattinata del 9 settembre la Ramb III, come le altre navi italiane presenti a Trieste, ricevette un cablogramma con l'ordine di partire per consegnarsi agli Alleati. Ricevuto tale ordine, l'incrociatore ausiliario salpò le ancore, ma venne immediatamente preso sotto tiro da parte della John Knudsen: l'equipaggio italiano reagì aprendo il fuoco con una mitragliera ed armando il cannone poppiero, preparandosi ad aprire il fuoco con esso, ma gli uomini della Knudsen abbordarono e catturarono la nave italiana, ponendosi ai cannoni ed alle mitragliere ed aprendo il fuoco contro la corvetta Berenice, che stava cercando di lasciare il porto e che venne affondata con il concorso di altre navi e di cannoni terrestri (colpita al timone dal proiettile di un cannone contraereo, la corvetta iniziò a girare in tondo, divenendo facile bersaglio, e poco dopo le otto del mattino, dopo una ventina di minuti di combattimento, affondò con la perdita di 80 dei suoi 97 uomini).
Incorporata nella Kriegsmarine come trasporto, in un primo momento la nave mantenne il nome di Ramb III. Il 13 novembre 1943 la Ramb III, insieme a tre pontoni-traghetto tipo «Siebel» ed a varie unità minori, sbarcò reparti della 71. Infanterie-Division nelle isole dalmate di Cherso, Veglia e Lussino, nell'ambito dell'operazione «Herbstgewitter» ("Tempesta d'autunno"), che prevedeva una serie di operazioni anfibie per il recupero delle isole di Veglia, Cherso e Lussino, occupate dai partigiani iugoslavi.
In seguito l'unità venne sottoposta a lavori di trasformazione in posamine, con l'aggiunta all'armamento di tre mitragliere pesanti da 37/54 mm Breda, ad uso contraereo, nonché delle attrezzature per il trasporto e la posa di mine (l'equipaggio venne ridotto a tre ufficiali e 64 tra sottufficiali e marinai). Ribattezzata Kiebitz, la nave entrò in servizio per la Kriegsmarine il 15 febbraio 1944, prendendo parte alle operazioni contro le isole della costa dalmata ed a missioni di posa di mine. Dal marzo al novembre 1944 la Kiebitz, unitamente al posamine ex italiano Fasana, posò nelle acque dell'Adriatico (spingendosi verso sud sino ad Ancona) un totale di circa 5000 mine.
La prima missione come posamine, il 18 marzo 1944, venne interrotta bruscamente a causa della perdita della torpediniera TA 36, già italiana Stella Polare. Tale unità, infatti, mentre stava posando delle boe che indicavano il punto in cui la Kiebitz avrebbe rilasciato le mine, alle 17.10 urtò una mina che le distrusse la prua, affondando con la morte di 46 uomini. La Kiebitz raccolse i superstiti e rientrò in porto.
Il 13 luglio 1944, durante una nuova missione, la Kiebitz, a causa di un'avaria alle macchine, urtò due delle proprie mine, riportando gravissimi danni: nonostante tutto il posamine, assistito dalla torpediniera TA 38 (ex italiana Spada), riuscì a rientrare a Pola. Trasferita a Trieste, la nave rimase in riparazione fino al 7 agosto successivo. In agosto riprese l'attività di posa di mine, resa sempre più difficoltosa dalle continue avarie, specie alle eliche.
Particolarmente intensa fu l'attività di posa mine nel settembre 1944: in cinque differenti missioni, nelle notti tra l'8 ed il 9 settembre, tra il 10 e l'11, tra il 16 ed il 17, tra il 27 ed il 28 e tra il 28 ed il 29, la nave posò rispettivamente i campi minati «Murmel 6-10», «Murmel 11-12», «Waschbär», «Murmel 16-17» e «Murmel 19-20».
Il 3 novembre 1944 la Kiebitz, scortata dalle torpediniere TA 40, TA 44 e TA 45, tutte ex italiane, effettuò la posa di un campo minato difensivo nell'Alto Adriatico.
Due giorni più tardi, nel corso di un bombardamento aereo statunitense su Fiume, il posamine, che era ormeggiato presso la Riva Ammiraglio Thaon de Revel nel porto della città quarnerina, venne colpito da tre bombe sganciate da quadrimotori statunitensi ed in seguito a un furioso incendio provocato da una bomba che aveva colpito un deposito di carburante affondò dopo alcune ore, adagiandosi su un fondale di circa 20 metri di profondità, con il ponte di coperta completamente sommerso, mentre gli alberi, parte delle piazzole dell'armamento e le sovrastrutture erano emergenti. Nella medesima incursione furono affondate anche la torpediniera TA 21 (ex italiana Insidioso) ed il cacciasommergibili G 104, mentre furono semidistrutti due magazzini ubicati sul Molo Genova.

## La vita nella Marina iugoslava
Alla fine del conflitto fu recuperata nel 1947 e riattata a Pola con lavori che durarono dal 1948 al 1952. Inizialmente ribattezzata Mornar (marinaio), ebbe il nome definitivo di Galeb (gabbiano). Nel 1959 fu ancora riammodernata.
Nel corso del suo servizio nella Marina iugoslava venne usata come nave scuola per gli allievi ufficiali della Marina iugoslava e come nave di rappresentanza per i viaggi del presidente Tito. Sotto questa veste la nave effettuò 549 giorni di crociera, di cui 308 con Tito a bordo, per 86.062 miglia, attraccando in porti di 18 stati ed ospitando 102 tra capi di Stato e di governo.
Con il collasso della Iugoslavia la nave venne assegnata al governo del Montenegro e lasciata abbandonata presso le Bocche di Cattaro. Alcuni anni dopo venne venduta ad un uomo di affari greco per un eventuale restauro che non venne realizzato ed è attualmente ormeggiata in un porto nei pressi di Fiume in attesa che venga deciso il suo destino.

## Le altre Ramb
Le altre Ramb, all'atto della dichiarazione di guerra, si trovavano nel Mar Rosso, quindi erano tagliate fuori dal territorio metropolitano. In questa situazione la Ramb I e la Ramb II furono armate come incrociatori ausiliari con il materiale approvvigionato a Massaua, mentre la Ramb IV fu convertita in nave ospedale.
La Ramb I e la Ramb II nel Mar Rosso ebbero un'attività bellica estremamente modesta, finché, nel febbraio del 1941, in seguito al precipitare degli eventi in Africa Orientale Italiana, abbandonarono Massaua a due giorni di navigazione una dall'altra per tentare di raggiungere il Giappone.
La Ramb I fu intercettata nell'Oceano Indiano dall'incrociatore leggero Leander ed affondata dopo un combattimento senza possibilità di scampo durato circa 20 minuti il giorno 27 febbraio 1941. Furono salvati 103 uomini dell'equipaggio.
La Ramb II, arrivata in Giappone circa quattro settimane dopo la partenza da Massaua, fu utilizzata con il nome di Calitea come nave da trasporto fino all'armistizio dell'Italia, quando venne sabotata dall'equipaggio affinché non cadesse in mani giapponesi. Riadattata, fu utilizzata dalla Marina Giapponese sempre come nave da trasporto e fu affondata il 12 gennaio 1945 nel porto di Osaka per un bombardamento aereo statunitense, subendo in tal modo esattamente la stessa sorte della Ramb III.
La Ramb IV, alla caduta di Massaua, fu abbordata dalla flotta britannica (nonostante la protezione della Croce Rossa) e, tenuta come preda bellica, fu inviata nel Mediterraneo Orientale come nave ausiliaria (alla fine del 1941 portava ancora i contrassegni come nave ospedale) e fu affondata il 10 maggio 1942 da un attacco aereo tedesco.